# Profiles in Courage (serie televisiva)
Profiles in Courage è una serie televisiva statunitense andata in onda per una stagione sulla NBC dal novembre 1964 al maggio 1965, tratta dal libro Ritratti del coraggio (Profiles in Courage) di John Fitzgerald Kennedy e Ted Sorensen.

## Produzione
Di genere storico antologico, la serie si compose di 26 episodi, ciascuno dei quali presentava una figura della storia statunitense che ebbe il coraggio di prendere una posizione impopolare durante un momento critico nella storia della nazione. Sette delle otto personalità del libro di Kennedy ebbero un loro profilo nella serie, con l'unica eccezione di Lucius Quintus Cincinnatus Lamar II.
Tra i registi che diressero gli episodi, si citano Lamont Johnson, Robert Gist, Sherman Marks, José Quintero, Michael Ritchie, Michael O'Herlihy, Joseph Anthony, Robert Crist, Gerald Mayer, Daniel Petrie, Cyril Ritchard, Alexander Singer e Andrew Singer. La serie venne mandata in onda un anno dopo l'assassinio di John Fitzgerald Kennedy.

## Colonna sonora
La musica per il tema di apertura e chiusura è stata arrangiata da Nelson Riddle, ed era basata sulla ballata irlandese The Boys of Wexford, nazione degli antenati di Kennedy.

## Premi
La serie si aggiudicò due riconoscimenti: il Peabody Award a Robert Saudek e il Directors Guild of America Award nella 17ª edizione all'episodio dedicato a Oscar W. Underwood diretto da Lamont Johnson per la miglior regia televisiva della stagione.

## Episodi
| Stagione       | Episodi | Prima TV originale |
| -------------- | ------- | ------------------ |
| Prima stagione | 26      | 1964-1965          |